# Oxmo Puccino
Oxmo Puccino, pseudonimo di Abdoulaye Diarra (Segou, 4 agosto 1974), è un rapper maliano naturalizzato francese.

## Biografia
Nato in Mali, Puccino si trasferisce a Parigi all'età di 1 anno, stabilendosi definitivamente in Francia insieme alla sua famiglia. Qui nasce suo fratello minore, Scopre l'hip-hop all'età di 11 anni, iniziando a rappare e praticare break dance. Nel 1995 entra a far parte del collettivo rap Time Bomb, grazie al quale ottiene una forte notorietà nel mondo del rap underground francese. Dall'interno dello stesso collettivo pubblica il brano da solista Pucc Fiction, prodotto da Booba, che ottiene un notevole impatto culturale all'interno dello scenario rap francese. Segue l'anno successivo il singolo da solista Mama Lova, per il quale realizza il suo primo video ufficiale.
Nel 1998, in seguito allo scioglimento del gruppo, l'artista pubblica il suo primo album da solista Opera Puccino, il quale raggiunge la settima posizione nella classifica francese. Negi anni successivi lavora alla colonna sonora del film Petits Frères e pubblica il mixtape La dernière chance, per poi rendere disponibile il suo secondo album in studio L'amour est mort nel 2001, composto interamente dall'artista stesso. L'album raggiunge la tredicesima posizione nella classifica francese. Nel 2004 doppia un personaggio nel film statunitense Belly, per poi pubblicare il suo terzo album  Cactus de Sibérie. Segue un tour nazionale denominato Black Tour Desperado, da cui viene tratto l'album Black Tour Desperado - Live nel 2005.
Nel 2006 collabora con il gruppo The Jazzbastards nell'album Lipopette Bar, mentre nel 2007 pubblica il mixtape Reconciliation. Sempre nel 2007 realizza una serie di concerti in Colombia insieme alla band ChocQuibTown, realizzando inoltre anche un EP di 4 tracce con il gruppo. Nel 2009 pubblica l'album L'arme de paix, che raggiunge l'ottava posizione nella classifica francese. Nel 2010 pubblica il suo secondo album live, Minutes magiques. Nel 2012 pubblica l'album Roi sans carrosse e viene insignito del titolo di ambasciatore da parte di UNICEF. Nel 2014 pubblica l'album collaborativo Au pays d'Alice insieme al musicista Ibrahim Maalouf e il suo primo libro 140 pile, che include una serie di tweet da lui realizzati.
Sempre nel 2014 duetta inoltre dal vivo con i Gorillaz nel brano Clint Eastwood. Nel 2015 pubblica l'album La Voix lactée, collaborando inoltre con artisti come Érik Truffaz in altri progetti musicali. Nel 2016 la rivista Complex lo inserisce nella top 10 dei migliori rapper francesi di sempre, paragonando la sua lirica e il suo stile musicale a quelli di The Notorious B.I.G. Nel 2019 pubblica il suo settimo album da solista La Nuit du réveil per poi intraprendere un tour, il quale viene tuttavia interrotto precocemente a causa della pandemia di Covid-19.

## Vita privata
È fratello del cestista Mamoutou Diarra.

## Discografia

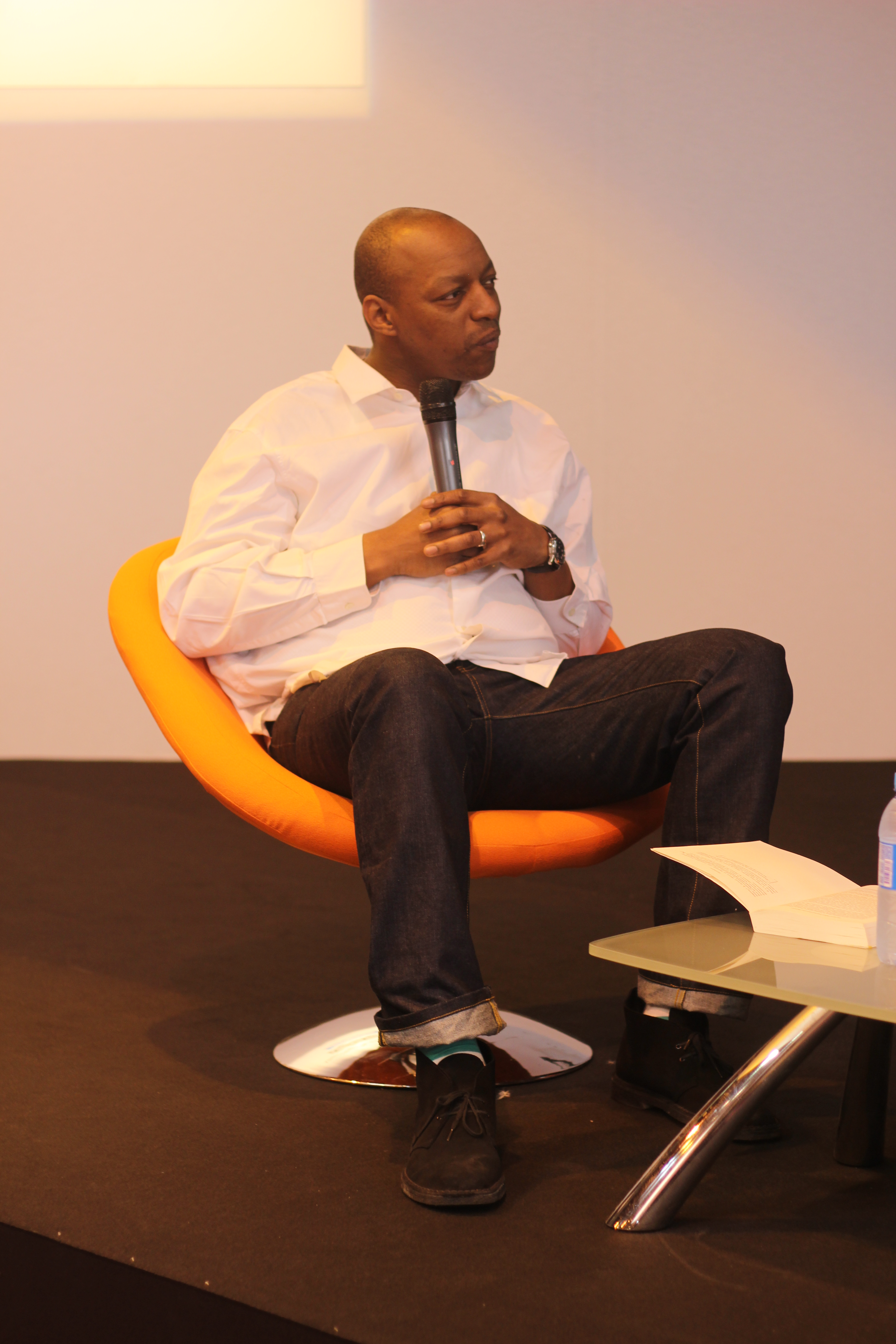
Oxmo Puccino al Salone del libro di Parigi 2014

### Album

#### Album in studio
- 1998 – Opéra Puccino
- 2001 – L'amour est mort
- 2004 – Cactus de Sibérie
- 2006 – Lipopette Bar (con The Jazzbastards)
- 2009 – L'Arme de paix
- 2012 – Roi sans carrosse
- 2014 – Au pays d'Alice (con Ibrahim Maalouf)
- 2015 – La Voix lactée
- 2019 – La nuit du réveil

#### Album live
- 2005 – Black Tour Desperado - Live
- 2010 – Minutes magiques

### Mixtape
- 2000 – La dernière chance
- 2004 – Puccino Airlines
- 2004 – Time Bomb, Vol.8 - Puccino Tape (con DJ Nels)
- 2007 – La Réconciliation (con DJ Cream)
- 2012 – Doux or Die Mixtape (con DJ Cream)

### Singoli
- 1997 – Mama Lova (feat. Kheops)
- 1998 – Amour et jalousie
- 1998 – Le mensongeur
- 1999 – Le Jour où tu partiras
- 1999 – L'enfant seul
- 2001 – Ghetto du monde
- 2002 – Avoir des potes
- 2004 – Quand j'arrive/J'ai mal au mic
- 2004 – On danse pas
- 2009 – 365 jours